# Neuenkirchen, Diepholz
Neuenkirchen là một xã thuộc huyện Diepholz, trong bang Niedersachsen, Đức. Đô thị này có diện tích 14,66 km².

## Địa lý
Neuenkirchen nằm ở phía nam của khu bảo tồn Wildeshausen Geest, nằm khoảng giữa đoạn đường từ Bremen đến Osnabrück.

## Dân số
Nằm trên nút giao giao thông lớn nên dân dân số Neuenkirchen đã tăng trưởng nhanh chóng. Số lượng cư dân đã tăng lên 1152 vào năm 2014 từ con số 757 lấy từ cuộc điều tra dân số năm 1987.
| Năm    | 17.5.1939 | 13.9.1950 | 6.6.1961 | 27.5.1970 | 25.5.1987 | 31.12.2000 | 31.12.2005 | 31.12.2010 | 31.12.2014 |
| ------ | --------- | --------- | -------- | --------- | --------- | ---------- | ---------- | ---------- | ---------- |
| Dân số | 649       | 1.084     | 762      | 695       | 757       | 1073       | 1170       | 1187       | 1152       |